# Challenger de Mons 2013

El Ethias Trophy 2013 fue un torneo de tenis profesional que se jugó en pistas duras. Se trató de la 9.ª edición del torneo que forma parte del ATP Challenger Tour 2013 . Tuvo lugar en Mons, Bélgica entre el 30 de septiembre y el 6 de octubre de 2013.

## Jugadores participantes del cuadro de individuales

### Cabezas de serie
| Favorito | País                        | Jugador           | Ranking1 | Posición en el torneo |
| -------- | --------------------------- | ----------------- | -------- | --------------------- |
| 1        | Bandera de República Checa  | Radek Štěpánek    | 51       | CAMPEÓN               |
| 2        | Bandera de Francia          | Kenny de Schepper | 67       | Primera ronda         |
| 3        | Bandera de los Países Bajos | Igor Sijsling     | 75       | FINAL                 |
| 4        | Bandera de Alemania         | Tobias Kamke      | 78       | Segunda ronda         |
| 5        | Bandera de Ucrania          | Sergiy Stakhovsky | 93       | Segunda ronda         |
| 6        | Bandera de Argentina        | Leonardo Mayer    | 94       | Primera ronda         |
| 7        | Bandera de los Países Bajos | Jesse Huta Galung | 96       | Primera ronda         |
| 8        | Bandera de Kazajistán       | Mikhail Kukushkin | 100      | Segunda ronda         |

- 1 Se ha tomado en cuenta el ranking del día 23 de septiembre de 2013.

### Otros participantes
Los siguientes jugadores recibieron una invitación (wild card), por lo tanto ingresan directamente al cuadro principal (WC):
- Ruben Bemelmans
- Steve Darcis
- Germain Gigounon
- Olivier Rochus

Los siguientes jugadores ingresan al cuadro principal tras disputar la fase clasificatoria (Q):
- Matthias Bachinger
- Maxime Authom
- Lorenzo Giustino
- Norbert Gomboš

Los siguientes jugadores ingresan al cuadro principal como exención especial (SE):
- Pierre-Hugues Herbert
- Jaroslav Pospíšil

Los siguientes jugadores ingresan al cuadro principal como alternantes (Alt):
- Illya Marchenko

Los siguientes jugadores ingresan al cuadro principal con ranking protegido (PR):
- Andreas Beck

## Campeones

### Individual Masculino
- Radek Štěpánek derrotó en la final a  Igor Sijsling 4-6 6–4, 6–26-3, 7-5.

### Dobles Masculino
- Jesse Huta Galung /  Igor Sijsling derrotaron en la final a  Eric Butorac /  Raven Klaasen 4-6, 7-62, [10-7]